# ネドバンク・カップ
ネドバンク・カップ（英: Nedbank Cup）は、南アフリカ共和国のクラブチームによるサッカーのカップ戦である。
プレミアサッカーリーグ（1部）から16チーム、ナショナルファーストディヴィジョン（2部）から8チーム、アマチュアから8チームが出場する。優勝チームには600万ランドの賞金とCAFコンフェデレーションカップ出場資格が与えられる。

## 大会名
大会名はスポンサーシップにより以下のように変更されてきた。現在は南アフリカ共和国の銀行ネドバンクの名を冠している。
- 1971-1975：ライフ・チャレンジカップ (Life Challenge Cup)
- 1976-1977：ベンソン・アンド・ヘッジス・トロフィー (Benson and Hedges Trophy)
- 1978-1987：メインステイ・カップ (Mainstay Cup)
- 1988-2001：ボブ・セーヴ・スーパーボウル (Bob Save Superbowl)
- 2003-2007：ABSAカップ (ABSA Cup)
- 2008-現在：ネドバンク・カップ (Nedbank Cup)

## 賞金
| 結果     | 賞金 ( トランスヴァール共和国) (2020年の場合) |
| -------- | --------------------------------------------- |
| 優勝     | 7,000,000                                     |
| 準優勝   | 2,500,000                                     |
| ベスト4  | 1,000,000                                     |
| ベスト8  | 400,000                                       |
| ベスト16 | 200,000                                       |
| ベスト32 | 100,000                                       |

## 歴代決勝結果
| 年                                     | 優勝                               | スコア                                | 準決勝                               |
| -------------------------------------- | ---------------------------------- | ------------------------------------- | ------------------------------------ |
| ライフ・チャレンジカップ               |                                    |                                       |                                      |
| 1971                                   | カイザー・チーフス                 | 2–2 再：2-1                           | オーランド・パイレーツ               |
| 1972                                   | カイザー・チーフス                 | 4–1                                   | ズール・ロイヤルズ                   |
| 1973                                   | オーランド・パイレーツ             | 5–2                                   | ズール・ロイヤルズ                   |
| 1974                                   | オーランド・パイレーツ             | 1–0                                   | アマズール                           |
| 1975                                   | オーランド・パイレーツ             | 2–1（延長）                           | カイザー・チーフス                   |
| ベンソン・アンド・ヘッジス・トロフィー |                                    |                                       |                                      |
| 1976                                   | カイザー・チーフス                 | 1–0                                   | オーランド・パイレーツ               |
| 1977                                   | カイザー・チーフス                 | 1–0                                   | オーランド・パイレーツ               |
| メインステイ・カップ                   |                                    |                                       |                                      |
| 1978                                   | ウィッツ・ユニヴァーシティ         | 3–2                                   | カイザー・チーフス                   |
| 1979                                   | カイザー・チーフス                 | 3–3（延長） 再：2-0                   | ハイランズ・パーク                   |
| 1980                                   | オーランド・パイレーツ             | 3–2                                   | モロカ・スワローズ                   |
| 1981                                   | カイザー・チーフス                 | 1–1（延長） 再：3-1                   | オーランド・パイレーツ               |
| 1982                                   | カイザー・チーフス                 | 2–1                                   | アフリカン・ワンダラーズ             |
| 1983                                   | モロカ・スワローズ                 | 1–0                                   | ウィットバンク・ブラック・エイシズ   |
| 1984                                   | カイザー・チーフス                 | 1–0                                   | オーランド・パイレーツ               |
| 1985                                   | ブルームフォンテーン・セルティック | 2–1                                   | アフリカン・ワンダラーズ             |
| 1986                                   | マメロディ・サンダウンズ           | 1–0                                   | ジョモ・コスモス                     |
| 1987                                   | カイザー・チーフス                 | 1–0                                   | アマズール                           |
| ボブ・セーヴ・スーパーボウル           |                                    |                                       |                                      |
| 1988                                   | オーランド・パイレーツ             | 2–1（延長） 再：2-1                   | カイザー・チーフス                   |
| 1989                                   | モロカ・スワローズ                 | 1–1（延長） 再：5-1                   | マメロディ・サンダウンズ             |
| 1990                                   | ジョモ・コスモス                   | 1–0                                   | アマズール                           |
| 1991                                   | モロカ・スワローズ                 | 2–1                                   | ジョモ・コスモス                     |
| 1992                                   | カイザー・チーフス                 | 2–1                                   | ジョモ・コスモス                     |
| 1993                                   | ウィットバンク・ブラック・エイシズ | 1–0                                   | カイザー・チーフス                   |
| 1994                                   | ヴァール・プロフェッショナルズ     | 1–0                                   | クワ・クワ・スターズ                 |
| 1995                                   | ケープタウン・スパーズ             | 3–0                                   | プレトリア・シティ                   |
| 1996                                   | オーランド・パイレーツ             | 1–0                                   | ジョモ・コスモス                     |
| 1997                                   | 行われず                           | 行われず                              | 行われず                             |
| 1998                                   | マメロディ・サンダウンズ           | 1–1（延長） 再：1-1（延長） PK戦：6-5 | オーランド・パイレーツ               |
| 1999                                   | スーパースポート・ユナイテッド     | 2–1                                   | カイザー・チーフス                   |
| 2000                                   | カイザー・チーフス                 | 1–0                                   | マメロディ・サンダウンズ             |
| 2001                                   | サントス                           | 1–0                                   | マメロディ・サンダウンズ             |
| 2002                                   | 行われず                           | 行われず                              | 行われず                             |
| ABSAカップ                             |                                    |                                       |                                      |
| 2003                                   | サントス                           | 2–0                                   | アヤックス・ケープタウン             |
| 2004                                   | モロカ・スワローズ                 | 3–1                                   | マニング・レンジャーズ               |
| 2005                                   | スーパースポート・ユナイテッド     | 1–0                                   | ウィッツ・ユニヴァーシティ           |
| 2006                                   | カイザー・チーフス                 | 0–0（延長） PK戦：5-3                 | オーランド・パイレーツ               |
| 2007                                   | アヤックス・ケープタウン           | 2–0                                   | マメロディ・サンダウンズ             |
| ネドバンク・カップ                     |                                    |                                       |                                      |
| 2008                                   | マメロディ・サンダウンズ           | 1–0                                   | ムプマランガ・ブラック・アセス       |
| 2008-09                                | モロカ・スワローズ                 | 1–0                                   | プレトリア・ユニヴァーシティ         |
| 2009-10                                | ビドヴェスト・ウィッツ             | 3–0                                   | アマズール                           |
| 2010-11                                | オーランド・パイレーツ             | 3–1                                   | ブラック・レオパーズ                 |
| 2011-12                                | スーパースポート・ユナイテッド     | 2–0                                   | マメロディ・サンダウンズ             |
| 2012-13                                | カイザー・チーフス                 | 1–0                                   | スーパースポート・ユナイテッド       |
| 2013-14                                | オーランド・パイレーツ             | 3–1                                   | ビッドヴェスト・ウィッツ             |
| 2014-15                                | マメロディ・サンダウンズ           | 0-0（延長） PK戦：4-3                 | アヤックス・ケープタウン             |
| 2015-16                                | スーパースポーツユナイテッド       | 3-2                                   | オーランド・パイレーツ               |
| 2016-17                                | スーパースポーツユナイテッド       | 4-1                                   | オーランド・パイレーツ               |
| 2017-18                                | フリーステートスターズ             | 1-0                                   | マリッツバーグユナイテッド           |
| 2018-19                                | TSギャラクシー                     | 1-0                                   | カイザー・チーフス                   |
| 2019-20                                | マメロディ・サンダウンズ           | 1-0                                   | ブルームフォーンテーン・セルティック |
| 2020-21                                | チャクマ                           | 1-0                                   | チッパ・ユナイテッド                 |
| 2021-22                                | マメロディ・サンダウンズ           | 2-1（延長）                           | マルモ・ギャランツ                   |
| 2022-23                                | オーランド・パイレーツ             | 2-1                                   | セクフネ・ユナイテッド               |

## クラブ別優勝回数
- カイザー・チーフス：13回
- オーランド・パイレーツ：9回
- マメロディ・サンダウンズ：6回
- モロカ・スワローズ：5回
- スーパースポート・ユナイテッド：5回
- ウィッツ・ユニヴァーシティ：2回
- サントス：2回
- ジョモ・コスモス：1回
- アヤックス・ケープタウン：1回
- ムプマランガ・ブラック・エイシズ：1回
- ブルームフォンテーン・セルティック：1回
- ケープタウン・スパーズ：1回
- ヴァール・プロフェッショナルズ：1回
- フリーステートスターズ：1回
- TSギャラクシー：1回
- チャクマ：1回